# Северна риба мичман
Северните риби мичмани (Porichthys notatus) са вид актиноптери от семейство Жабовидни риби (Batrachoididae).
Те са незастрашен вид.
Таксонът е описан за пръв път от Шарл Фредерик Жирар през 1854 година.